# 판타스틱 (드라마)
《판타스틱》는 2016년 9월 2일부터 2016년 10월 22일까지 JTBC에서 방영된 텔레비전 드라마이다.

## 줄거리
이판사판 오늘만 사는 멘탈갑 드라마 작가 이소혜와 똘끼충만 발연기 장인 톱스타 류해성의 짜릿한 기한 한정 연애담을 그린 예측불가 로맨틱 코미디다.

## 등장 인물

### 주요 인물
- 김현주 : 이소혜(36세) 역 - 드라마 작가, 6개월 시한부
- 주상욱 : 류해성(36세) 역 - 톱스타 배우, 발연기의 대가
- 박시연 : 백설(36세) 역 - 전업주부
- 지수 : 김상욱(29세) 역 - 변호사
- 김태훈 : 홍준기(39세) 역 - 의사, 병원 이사장

### 히트맨 스텝들
- 김동균 : 윤철형(48세) 역 - 드라마 감독
- 윤지원 : 홍상화(29세) 역 - 보조작가
- 오동민 : 김민식 역

### 아도니스 엔터
- 김정난 : 최진숙(45세) 역 - 대표
- 조재윤 : 오창석(38세) 역 - 류해성의 매니저

### 주변 인물
- 김영민 : 최진태(40세) 역 - 변호사, 로펌 대표
- 김재화 : 조미선(36세) 역 - 미용실 원장
- 임지규 : 김필호(36세) 역 - 농부
- 김지영 : 조동보(76세) 역 - 해성의 외할머니
- 윤지숙 : 이소은 역 - 소혜의 언니

### 그 외
- 채국희 : 이미도 역
- 윤소정 : 곽혜선 역
- 류태호
- 장준유 : 제이미 역
- 주부진
- 이태검
- 윤정로
- 김오복
- 장태민
- 김지선
- 차세영
- 하경민
- 차수미
- 박지원
- 송영재
- 김추월
- 홍성호
- 유현종
- 문슬아
- 신연숙
- 김려온
- 윤예인
- 문형주 : 직장선배 역
- 김미희
- 이하정
- 정동규
- 권은수
- 이윤상
- 인성호
- 이주연 : 여배우 역 - 히트맨에 캐스팅된 여배우
- 정예지
- 박상용
- 민대식
- 이혜은
- 태원석
- 최나무

### 특별출연
- 박원상 : 본인 역 - 류해성의 연기 지도
- 해령

## 시청률
최저 시청률과 최고 시청률은 시청률 조사회사와 지역별로 시청률에 차이가 있을 수 있습니다.
| 2016년 | 2016년    | 2016년     | 2016년      |
| 회차   | 방송일    | AGB 시청률 | TNmS 시청률 |
| ------ | --------- | ---------- | ----------- |
| 제1회  | 9월 2일   | 2.237%     | 2.1%        |
| 제2회  | 9월 3일   | 2.396%     | 2.1%        |
| 제3회  | 9월 9일   | 2.468%     | 2.0%        |
| 제4회  | 9월 10일  | 2.360%     | 1.9%        |
| 제5회  | 9월 16일  | 1.805%     | 1.5%        |
| 제6회  | 9월 17일  | 2.648%     | 1.9%        |
| 제7회  | 9월 23일  | 2.396%     | 1.7%        |
| 제8회  | 9월 24일  | 2.308%     | 1.5%        |
| 제9회  | 9월 30일  | 2.358%     | 1.6%        |
| 제10회 | 10월 1일  | 1.933%     | 1.5%        |
| 제11회 | 10월 7일  | 2.638%     | 2.1%        |
| 제12회 | 10월 8일  | 2.682%     | 2.0%        |
| 제13회 | 10월 14일 | 2.498%     | 1.9%        |
| 제14회 | 10월 15일 | 2.135%     | 1.7%        |
| 제15회 | 10월 21일 | 2.471%     | 2.1%        |
| 제16회 | 10월 22일 | 2.400%     | 2.2%        |

## 동시간대 드라마
tvN 금토드라마
- 《THE K2》 (2016년 9월 23일 ~ 2016년 11월 12일)